# Нижнеморавская низменность
Нижнемора́вская ни́зменность — низменная равнина в Чехии, по нижнему течению реки Морава, в юго-западной части Западных Карпат.
Низменность расположена в тектонической депрессии, которая отделяет Белые и Малые Карпаты от внешних хребтов Моравских Карпат. Преобладающие высоты находятся на отметке 150—250 м. Поверхность низменности плоско-террасированная, сложена речным аллювием, местами встречаются песчаные холмы. Почвы чернозёмные и бурые псевдоподзолистые (на песке). Значительная территория занята посевами пшеницы, сахарной свёклы, виноградниками. Местами сохранились участки дубовых и сосново-дубовые лесов. По днищам речных долин — пойменные луга и леса. На территории низменности находится город Годонин.